# Economía de Togo
La economía de Togo es una de las más pequeñas del mundo. Según el Fondo monetario internacional, se posiciona como el décimo país más pobre del mundo principalmente por la inestabilidad política y la creciente deuda externa. Actualmente depende de la agricultura comercial y de subsistencia, que emplea el 65 % de su fuerza de trabajo. Cacao, café y algodón general el 40 % de los ingresos de exportación, siendo el algodón el más importante producto exportado. Aun así es necesario importar algunos alimentos básicos. Algunos productos destinadas al consumo interno son el maíz, la mandioca y el mijo que permiten en estos momentos garantizar un mínimo alimenticio a los togoleses.

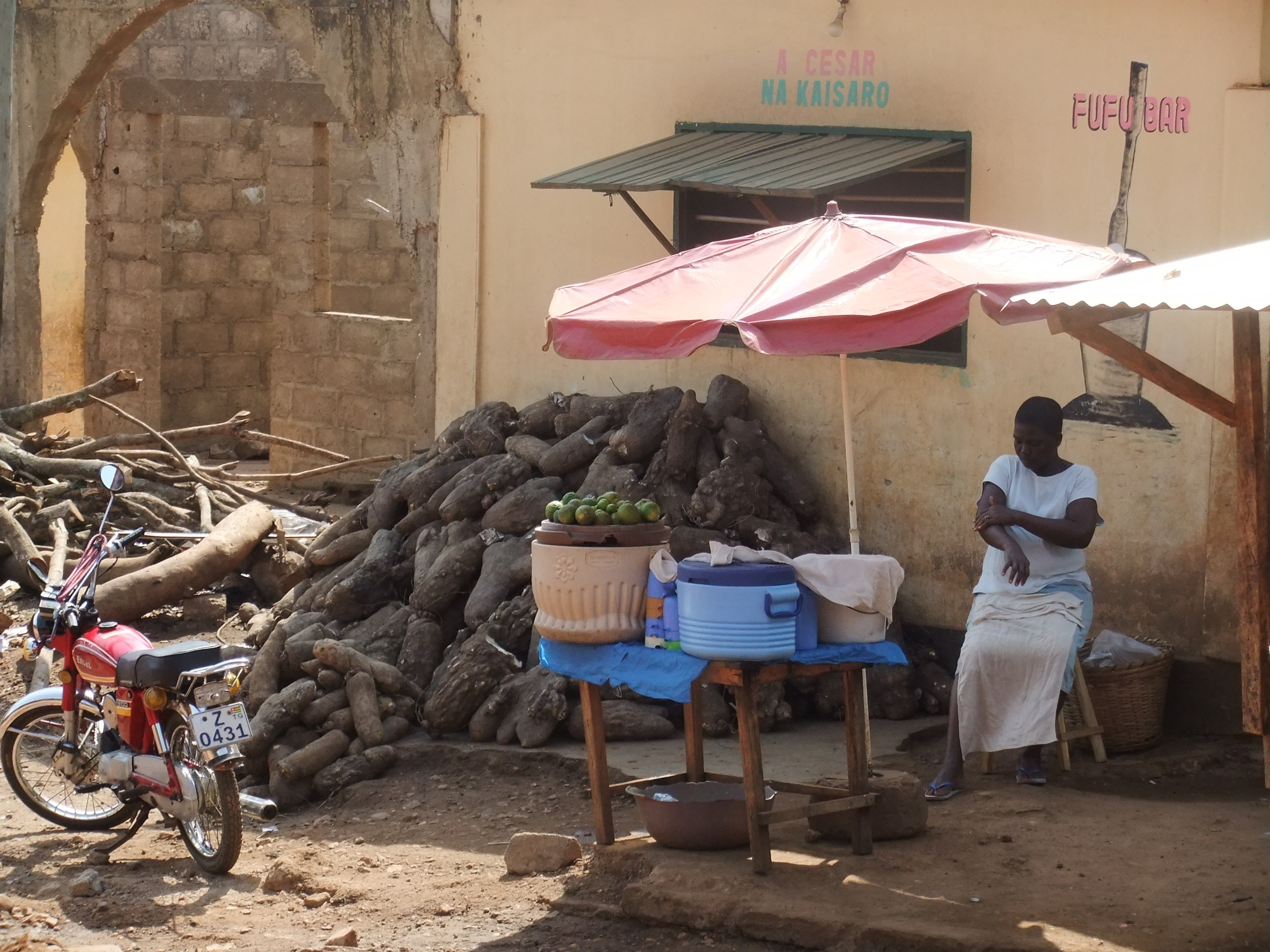
Vendedora de ñame.

Togo es el cuarto productor mundial de fosfato de que existen cerca de 60 millones de Tm en reservas, extrayendo algo más de 1 millón anual. Los mayores problemas de las explotaciones derivan de la falta de inversiones tecnológicas en los procesos industriales y de captación del material y el agotamiento de las minas de más fácil acceso. La principal industria del país es la extracción mineral.
El comercio está circunscrito casi en exclusiva a Lomé que, a través de su puerto, canaliza la mayoría de las exportaciones e importaciones a Malí, Níger y Burkina Faso, así como las reexportaciones de productos como cigarrillos, perfumes y vehículos de segunda mano.
La emisión de sellos postales es también una importante fuente de ingreso para su economía.
Togo arrastra una deuda importante por el proceso de industrialización que emprendió en los años 1970, sobre todo en industria manufacturera (textil, etc). Esto coincidió con las ayudas del Fondo Monetario Internacional para un ajuste económico, junto a préstamos del Banco Mundial, que debieron ser renegociados en 1994 ante el fracaso de las políticas de privatización y el descenso del nivel de empleo y empobrecimiento social. Esta situación, sin embargo, no ha mejorado y el país se encuentra pendiente de la condonación de toda o parte de la deuda externa en 2005 de conformidad con la política emprendida por la Unión Europea y Estados Unidos.

## Comercio exterior
En 2018, el país fue el 140o exportador más grande del mundo (US $ 1.7 mil millones). En importaciones, en 2019, fue el 162o mayor importador del mundo: US $ 1.9 mil millones.

## Sector primario

### Agricultura
Togo produjo en 2018:
- 1 millón de toneladas de mandioca;
- 886 mil toneladas de maíz;
- 858 mil toneladas de ñame;
- 277 mil toneladas de sorgo;
- 207 mil toneladas de frijoles;
- 156 mil toneladas de aceite de palma;
- 143 mil toneladas de verdura;
- 145 mil toneladas de arroz;
- 127 mil toneladas de algodón;
- 43 mil toneladas de maní;
- 41 mil toneladas de cacao;
- 26 mil toneladas de mijo;
- 26 mil toneladas de plátano;
- 21 mil toneladas de café;

Exporta además pequeñas producciones de otros productos agrícolas.

### Ganadería
El ganado del país es muy pequeño. En 2019, Togo produjo: 43 mil toneladas de carne de pollo; 19 mil toneladas de carne de cerdo; 8 mil toneladas de carne de chivo; 11 millones de litros de leche de vaca, entre otros.

## Sector secundario

### Industria
El Banco Mundial enumera los principales países productores cada año, según el valor total de la producción. Según la lista de 2019, Togo ocupaba el puesto 155 de la industria más valiosa del mundo (348 millones de dólares).

### Minería
En 2019, el país fue el 22º productor mundial de fosfato. En la producción de oro, en 2017 el país produjo 20 toneladas.